# Palácio Rio Negro
O Palácio Rio Negro localiza-se na cidade de Petrópolis, estado do Rio de Janeiro, no Brasil

## História
Em 1889, menos de três meses anteriores à Proclamação da República, o senhor Manoel Gomes de Carvalho, Barão do Rio Negro, comprou dos herdeiros da família Klippel o terreno onde ergueu o seu palácio de verão.
Já em fevereiro de 1896, o Palácio e a casa ao lado, pertencentes a um dos filhos do Barão, foram comprados por Joaquim Maurício de Abreu ao governo Estado do Rio de Janeiro para servir de sede e residência oficial do governante durante o período em que a cidade de Petrópolis tornou-se capital do Estado do Rio de Janeiro, quando em 1903  a capital retornou a Niterói.
Em 1903, o Palácio foi incorporado ao Governo Federal e passou a ser residência oficial de verão dos presidentes da República. Desde então, por ali passaram Rodrigues Alves, Afonso Pena, Nilo Peçanha, Hermes da Fonseca, Venceslau Brás, Epitácio Pessoa, Artur Bernardes, Washington Luís, Getúlio Vargas, Gaspar Dutra, Café Filho, Juscelino Kubitschek, João Goulart e Costa e Silva. No verão de 1996/1997, quando o Palácio estava completando 100 anos na função de residência oficial do governo, a tradição foi reinventada. Através de um gesto ritual, a presidência da República voltou a se instalar no Palácio Rio Negro.

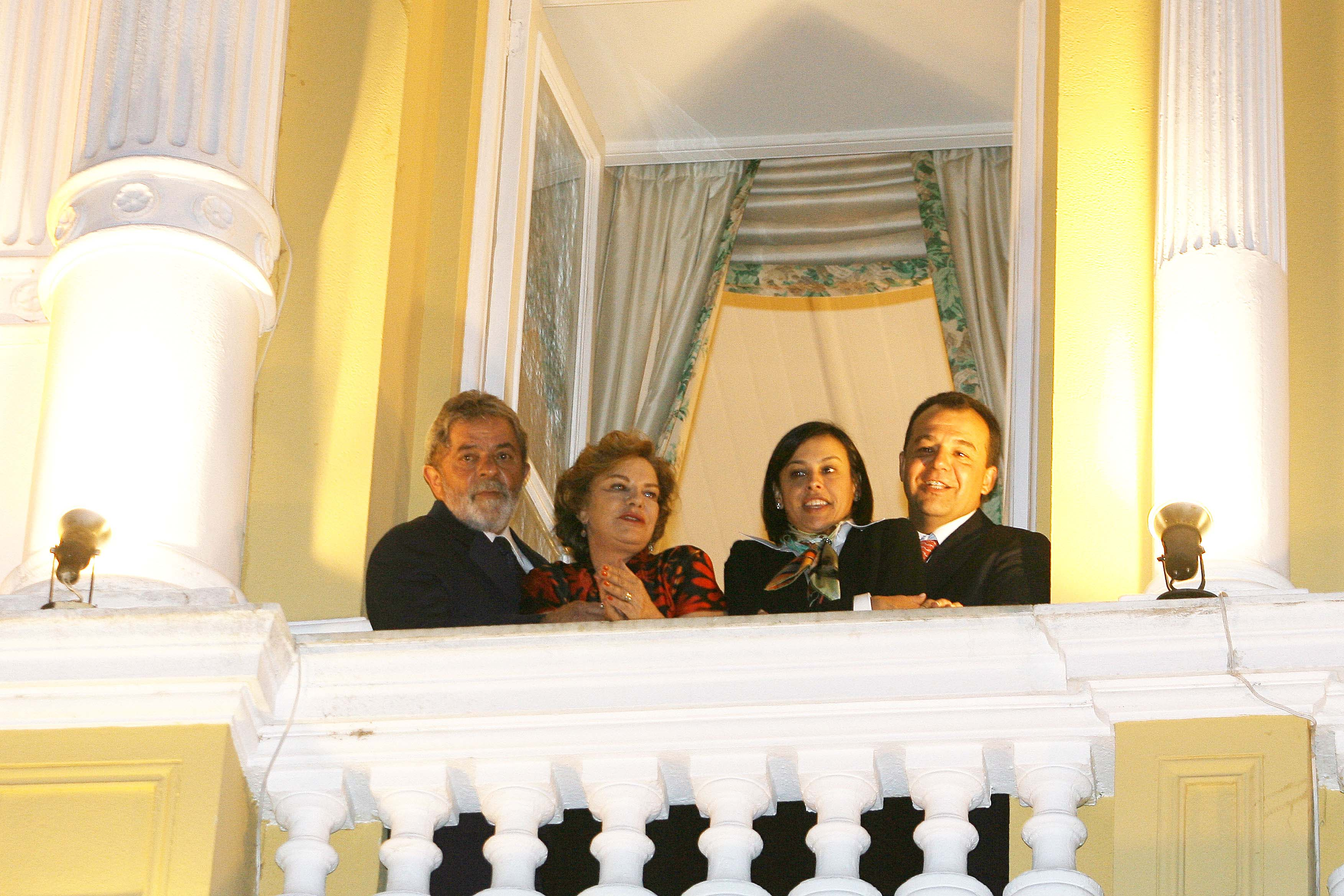
Presidente Lula, a primeira-dama Marisa Letícia, o governador do Rio de Janeiro, Sérgio Cabral, e sua esposa, Adriana Cabral, na varanda do Palácio Rio Negro.

Foi no entanto, no Governo de Hermes da Fonseca, que o palácio recebeu o casamento do Marechal Hermes com Nair de Teffé, então notada por suas mordazes charges, que publicava na imprensa sob o pseudônimo de Rian. O seu mais assíduo frequentador foi o Presidente Getúlio Vargas, que nos 18 anos que esteve à frente do País, não deixou de passar um só verão em Petrópolis.
O palácio era usado mais frequentemente quando a cidade do Rio de Janeiro era a capital do Brasil. Desde a transferência da sede do governo para a capital do país, Brasília, a vinda de presidentes para o Palácio Rio Negro diminuiu drasticamente. O palácio não foi usado nas décadas de 1970 e 1980. O Presidente Fernando Henrique Cardoso, na década de 1990, retomou o uso do palácio para férias breves. Hoje, Palácio Rio Negro é raramente usado.
O mais recente hóspede foi o presidente Luiz Inácio Lula da Silva, na época no exercício da presidência como 35.° Presidente da República.